# 広瀬裕也
広瀬 裕也（ひろせ ゆうや、1996年4月9日 - ）は、日本の男性声優。千葉県出身。アーツビジョン所属。

## 経歴
小学生時代に水泳、空手、マラソン、サッカーなどの多彩なスポーツを経験した後、中学時代にはソフトテニス部の副部長を務め、市の大会では優勝したこともある。
高校時代はバンド（ボーカル）をやりながら生徒会長を務め、高校生活最後の文化祭ではトリを飾った。
中学2年生の時に友人の薦めでテレビアニメ版の『CLANNAD』を視聴したことをきっかけに声優を志すようになり、高校に進学してから親と「高校生のうちに声優事務所に所属できなかったら諦める」という約束をして日本ナレーション演技研究所に入所。その結果、18歳の時に事務所への所属が決まり、養成所を卒業後、テレビアニメ『帰宅部活動記録』の安藤路往人役で声優デビュー。以後は、ハイティーンの役柄を中心に活動を続け、2018年秋放送のテレビアニメ『SSSS.GRIDMAN』の響裕太役で初主演を果たす。
2025年1月1日、自身のXアカウントにて一般女性との結婚を報告。

## 人物
趣味（特技）は歌うこと、サッカー、テニス。チャームポイントは上唇が無いところ。『SSSS.GRIDMAN』で共演をした新谷真弓から「クアッカワラビーに似てる」と指摘されたことから、以降は自身がメインパーソナリティを務めるラジオなどで度々ネタにしている。
好物はうどん、焼肉、ビールで、漬物をつまみながらビールを飲むことが好き。苦手なものはきのこ類で、エリンギとエノキは食べられるものの、しいたけの後味や食感が特に苦手であると語っている。
自身の性格については楽観的でポジティブ、やりたいことや気になることがあるとすぐに挑戦したくなる性格と語っており、行動力があると言われることも多い。また、大の子供好きで、声優を目指す前は保育士を志しており、高校生でデビュー後も、大学は教育系の学部に通い保育士資格を有している。夢は自分の子供と運動会で一緒に走り、子供から「かっこいい!」と言われること。
『SSSS.GRIDMAN』で共演した宮本侑芽と親交が深く、広瀬が音泉ラジオ「千葉翔也・鈴代紗弓 ONSEN！SHOW・TIME！第36回」に出演した際にも宮本がコメント出演し、広瀬本人も宮本との二人ラジオ再開を希望する旨を話している。またその回では広瀬が音泉のスタジオに一人で入るための「〈音泉〉出演許可証」を宮本が発行している。

## 出演
太字はメインキャラクター。

### テレビアニメ
2013年
- 帰宅部活動記録（安藤路往人）

2015年
- ガンバレー部NEXT!（石川祐希）
- 青春×機関銃（ゲーマー）
- Go!プリンセスプリキュア（テニス部員）
- 食戟のソーマ（男子生徒B）
- スタミュ（生徒）
- 落第騎士の英雄譚（生徒達）

2016年
- はんだくん（相沢順一）
- チア男子!!（乗田大地）
- 機動戦士ガンダム 鉄血のオルフェンズ（鉄華団団員）
- 斉木楠雄のΨ難（野球少年A）

2017年
- 風夏（男子生徒）
- 亜人ちゃんは語りたい（男子生徒）
- 幼女戦記（バルハルム）
- 月がきれい（永原翔、陸上部員）
- Re:CREATORS（通行人）
- ツインエンジェルBREAK（村の若者A）
- 将国のアルタイル（新兵）
- DYNAMIC CHORD（香椎亜貴）
- キノの旅 -the Beautiful World- the Animated Series（警官B）
- クジラの子らは砂上に歌う（モジャ）
- アイドルマスター SideM（男子）

2018年
- りゅうおうのおしごと!（青年A）
- キリングバイツ（学生）
- 弱虫ペダル シリーズ（2018年 - 2023年、観客） - 2シリーズ
- ハクメイとミコチ（ベニト）
- ハイスコアガール（男子生徒A、ギャラリーA）
- あそびあそばせ（つぐみの元カレ）
- ゆらぎ荘の幽奈さん（式神）
- SSSS.GRIDMAN（響裕太） - 2023年に劇場総集編公開
- 転生したらスライムだった件（2018年 - 2021年、ゴブリン達、ヤムザ） - 2シリーズ
- 東京喰種トーキョーグール:re（半井恵仁）

2019年
- 3D彼女 リアルガール（男子生徒）
- ダイヤのA actII（2019年 - 2020年、最上武、平畠遼）
- Dr.STONE（科学部部員）
- 荒ぶる季節の乙女どもよ。（天城駿）
- 戦×恋（亜久津拓真）
- あひるの空（選手）
- 星合の空（男子生徒、池田大貴）
- 厨病激発ボーイ（岡部隆）

2020年
- ダーウィンズゲーム（ハマダ）
- とある科学の超電磁砲T（誉望万化）
- くまクマ熊ベアー（ランズ）
- アイドリッシュセブン シリーズ（2020年 - 2023年、亥清悠） - 3シリーズ

2021年
- 2.43 清陰高校男子バレー部（長門亮）
- はたらく細胞!!（赤血球1）
- スケートリーディング☆スターズ（鬼頭正巳）
- 俺だけ入れる隠しダンジョン（弟子）
- ホリミヤ（谷原ヨウジ）
- 東京リベンジャーズ（2021年 - 2023年、山本タクヤ） - 3シリーズ
- 幼なじみが絶対に負けないラブコメ（桃山先輩）
- Deep Insanity THE LOST CHILD（ローレンス・ラリー・ジャクソン）
- 鬼滅の刃 無限列車編
- 境界戦機（難波ツトム）
- TSUKIPRO THE ANIMATION 2（聖夜）
- 結城友奈は勇者である -大満開の章-

2022年
- オンエアできない!（横山チーフAD）
- 薔薇王の葬列（兵士B）
- 群青のファンファーレ（海水浴客）
- 3秒後、野獣。〜合コンで隅にいた彼は肉食でした（小豆沢悠人） - オンエア版
- であいもん（月山雅）
- 処刑少女の生きる道（不良）
- 金装のヴェルメイユ〜崖っぷち魔術師は最強の厄災と魔法世界を突き進む〜（アルト・ゴールドフィルド）
- シュート!Goal to the Future（仲野桐也）
- オーバーロードIV（ヘジンマール）
- ゴールデンカムイ（少年たち）
- 4人はそれぞれウソをつく（半蔵）
- 陰の実力者になりたくて!（2022年 - 2023年、教団兵、魔剣士）
- 恋愛フロップス（森山奏太）
- クールドジ男子（同級生）

2023年
- 魔王学院の不適合者 II 〜史上最強の魔王の始祖、転生して子孫たちの学校へ通う〜（ザブロ・ゲーズ）
- ツルネ -つながりの一射-（樋口柊馬）
- もういっぽん!
- イジらないで、長瀞さん 2nd Attack（男子A）
- アリス・ギア・アイギス Expansion（百草園 リーダー）
- 絆のアリル（Vtuber）
- 悲劇の元凶となる最強外道ラスボス女王は民の為に尽くします。（ジャック）
- AIの遺電子（学生C）
- カードファイト!! ヴァンガード will+Dress（コバシ）
- 冒険大陸 アニアキングダム（ギラファノコギリクワガタ）
- 白聖女と黒牧師（カップルの男性）
- 呪術廻戦 懐玉・玉折/渋谷事変（生徒）
- SYNDUALITY Noir（2023年 - 2024年、アルバ） - 2シリーズ
- お嬢と番犬くん（男子1）
- デッドマウント・デスプレイ（チンピラ）

2024年
- 魔都精兵のスレイブ（和倉優希）
- スナックバス江（あのお方〈2人目〉、店員、イケメン〈わす〉）
- ダンジョン飯（ホルム）
- アンデッドアンラック（カミュ）
- WIND BREAKER（猿渡宏基）
- となりの妖怪さん（大学生、レイナルド、トモキ、アーベント、スタジオの人）
- 転生したら第七王子だったので、気ままに魔術を極めます（2024年 - 2025年、ディアン） - 2シリーズ
- 黒執事 -寄宿学校編-（ロミオ）
- 魔王軍最強の魔術師は人間だった（警備兵A）
- 先輩はおとこのこ（遠藤透）
- ネガポジアングラー（アルア）
- デリコズ・ナーサリー（萬里）
- るろうに剣心 -明治剣客浪漫譚- 京都動乱（新井青空）
- BLEACH 千年血戦篇-相剋譚-（死神）

2025年
- 没落予定の貴族だけど、暇だったから魔法を極めてみた（ブルーノ）
- ハニーレモンソーダ（トンボ）
- Übel Blatt〜ユーベルブラット〜（ケインツェル / アシェリート）
- ババンババンバンバンパイア（不良1）
- 空色ユーティリティ（勇者）
- グリザイア:ファントムトリガー（パトリック）
- SAKAMOTO DAYS（客）
- 俺は星間国家の悪徳領主!（マシタ大尉）
- TO BE HERO X（シャン・チャオ）
- 紫雲寺家の子供たち（男B）
- 青春ブタ野郎はサンタクロースの夢を見ない（山田健人）
- ちゃんと吸えない吸血鬼ちゃん（出口悟）

時期未発表
- 顔に出ない柏田さんと顔に出る太田君（田所君）

### 劇場アニメ
2010年代
- 屍者の帝国（2015年）
- 映画 妖怪ウォッチ 空飛ぶクジラとダブル世界の大冒険だニャン!（2016年、人々）
- 夜は短し歩けよ乙女（2017年、詭弁論部員）
- きみと、波にのれたら（2019年、男C）

2020年代
- 劇場版 鬼滅の刃 無限列車編（2020年）
- 岬のマヨイガ（2021年、玲子の兄）
- アイの歌声を聴かせて（2021年、吉田）
- 怪盗クイーンはサーカスがお好き（2022年、西園寺考太郎）
- 劇場版 転生したらスライムだった件 紅蓮の絆編（2022年、ヤムザ）
- グリッドマン ユニバース（2023年、響裕太）
- 劇場版アイドリッシュセブン LIVE 4bit BEYOND THE PERiOD（2023年、亥清悠）

### OVA
- からかい上手の高木さん（2018年、カップル男性2） - コミックス第9巻OAD付き特別版

### Webアニメ
- ケンガンアシュラ（2019年、呉変造[50]） - 2シリーズ[一覧 7]
- ガンダムビルドダイバーズRe:RISE（2020年、リゼ）
- 賭ケグルイ双（2022年、久恩寺護）
- 鬼武者（2023年、吉岡亦七郎）

### ゲーム
2014年
- DYNAMIC CHORD feat.[rêve parfait]（香椎亜貴）

2015年
- あやかしごはん 〜おかわりっ!〜（栗栖紫門）
- Un:BIRTHDAY SONG〜恋を唄う死神〜（ソラ）

2016年
- 怪盗夜想曲 〜ファントムノクターン〜（騎士怪盗ブラン）
- 激突!ブレイク学園（諸葛流宇久）
- DYNAMIC CHORD feat.[rêve parfait] Append Disc（香椎亜貴）
- Blackish House sideA→（有村乃亜）
- VIIDOG CODE（弥白泉理）

2017年
- 異世界でカフェを開店しました。（アシオス・サーヴァン）
- Blackish House ←sideZ（有村乃亜）
- カクテル王子（ギムレット）
- 刀剣乱舞 ONLINE（2017年 - 2024年、篭手切江）
- アイドリッシュセブン（2017年 - 2024年、亥清悠）
- 夢王国と眠れる100人の王子様（レイス〈2代目〉）

2018年
- クイズRPG 魔法使いと黒猫のウィズ（リクシス・トラオム）
- オンエア!（黒曜護）
- 軍靴をはいた猫（セキ）

2019年
- 千銃士（ライク・ツー）
- 時の歌-終焉なきソナタ-（ザロン）
- エピックセブン（ラス）
- WAR OF THE VISIONS ファイナルファンタジー ブレイブエクスヴィアス 幻影戦争（ダリオ・ホルン）

2020年
- キャプテン翼 RISE OF NEW CHAMPIONS（ライアン・オルティス）
- OCTOPATH TRAVELER 大陸の覇者
- タベオウジャ（武者野タベル）
- とある魔術の禁書目録 幻想収束（誉望万化）

2021年
- ジャックジャンヌ（一ノ前衣音）
- 白猫プロジェクト（クルツ）
- グランブルーファンタジー（2021年 - 2022年、ロウリー）
- 鬼滅の刃 ヒノカミ血風譚
- Deep Insanity ASYLUM（ローレンス・ラリー・ジャクソン）
- Gate of Nightmares（アゼル）
- スーパーロボット大戦30（響裕太）
- 千銃士: Rhodoknight（ライク・ツー）

2022年
- デジモンサヴァイブ（加山シュウジ）
- ソウルハッカーズ2（マネキン）
- 東京リベンジャーズ ぱずりべ！全国制覇への道（山本タクヤ）

2023年
- レスレリアーナのアトリエ 〜忘れられた錬金術と極夜の解放者〜（2023年 - 2024年、ロマン）
- イースX -NORDICS-（クルス・カーペント）
- スーパーロボット大戦DD（響裕太）

2024年
- ブレイクマイケース（相沢篠信）
- 燃えよ！ 乙女道士 〜華遊恋語〜（ウェイ）
- Cthulhu Mythos ADV 呪禍に沈む島（沙衛木 ユキツネ）
- ドラゴンクエストIII そして伝説へ…（HD-2D版）

2025年
- 根暗なクラスメイトが俺の胃袋を掴んで放してくれない（成田日向）
- メモリーズオフ 双想 〜Not always true〜（久寿米木一葵）
- SYNDUALITY Echo of Ada（アルバ・クゼ）

### ドラマCD
- DYNAMIC CHORD シリーズ（香椎亜貴）
  - DYNAMIC CHORD vocalCDシリーズ vol.1 [rêve parfait]
  - DYNAMIC CHORD shuffle CD series vol.3 TAMELILY
  - DYNAMIC CHORD love U kiss series vol.10 〜Knight〜
- ツンデレ悪役令嬢リーゼロッテと実況の遠藤くんと解説の小林さん（遠藤碧人[83]）※クラウドファンディング5000円コース・10000円コース・20000円コース返礼品
- 未年だよ★羊でおやすみシリーズ sleep sleep sheep choice 〜大学生編〜（翔冴[84]）
- CARNELIAN BLOOD シリーズ（雨宮ビャクヤ[85]）
  - 5-Vocal-Band "EROSION" 1st Single from CARNELIAN BLOOD[86]
    - Voice Drama "Dangerous Brothers"
    - ドラマCD「全員皿洗え」※SKiT Dolce・Rejet shop各巻購入特典
    - ドラマCD「早すぎた準備」※アニメイト各巻購入特典

  - 5-Vocal-Band "EROSION" 2nd Single from CARNELIAN BLOOD[86]
    - Voice Drama "Exciting School Life"
    - ドラマCD「休まらない休日」※SKiT Dolce・Rejet shop各巻購入特典
    - ドラマCD「楽器屋カオス」※アニメイト各巻購入特典

  - 5-Vocal-Band "EROSION" 3rd Single from CARNELIAN BLOOD[86]
    - Voice Drama "Happy School Festival"
    - ドラマCD「史上最悪のアクター」※SKiT Dolce・Rejet shop各巻購入特典
    - ドラマCD「みんなで仲良くお手伝い♡」※アニメイト各巻購入特典
- FABULOUS NIGHT（神水鶴久遠[87]）
- 東京カラーソニック!! シリーズ（宮苑巴[88]）
  - 東京カラーソニック!!Growing
  - 東京カラーソニック!! Trust
  - 東京カラーソニック!! the BUDDY CASE by STRANGE LAD

### BLCD
2021年
- 30歳まで童貞だと魔法使いになれるらしい（六角祐太）

2023年
- バーチャルくんはおとなりさんから逃げたい（2023年－2024年、遊佐司）
  - バーチャルくんはおさななじみを希う（遊佐司）

2024年
- 北山くんと南谷くん（南谷歩）
- ロマンチック・ラメント（2024年－2025年藍沢旭）
  - ロマンチック・ラメント sequel

- 運命だけどあいいれない（和泉悠人）

2025年
- シュガースカルとディープキス1（杏平）

### 吹き替え

#### 映画
- アナと世界の終わり（2019年、ジョン〈マルコム・カミング〉[94]）
- search/#サーチ2（2023年）

#### ドラマ
- ガール・ミーツ・ワールド

#### アニメ
- スティッチ! パーフェクト・メモリー（2015年、兵士）
- 101匹わんちゃんストリート（2019年、ディーパック、ハンセル、ディミトリ[95]）
- ダーククリスタル: エイジ・オブ・レジスタンス（2019年、カイラン[96]）
- 百妖譜（張〈青年〉）

### 特撮
- ウルトラマンアーク（2024年 - 2025年、ユピーの声[97]） - 2作品[一覧 8]

### デジタルコミック
- dTV 王様達のヴァイキング（2018年、唐沢周平）
- ドラドラプラス ギリギリ遮る片桐さん（2020年、岡田くん[99]）
- KADOKAWAオフィシャルチャンネル 拝啓…殺し屋さんと結婚しました（2021年、旦那[100]）
- KADOKAWAオフィシャルチャンネル 愚かな天使は悪魔と踊る（2021年、谷川 ほか[101]）
- Frontwing（フロントウイング） 落ちこぼれ召喚士と透明なぼく（2022年、黒須歩[102]）
- KADOKAWAanimeチャンネル 佐原先生と土岐くん（2022年、土岐奏）
- 双葉社公式コミックチャンネル 真実の愛を見つけたと言われて婚約破棄されたので、復縁を迫られても今さらもう遅いです!（2023年、エドワード[103]）
- ヤンジャン漫画TV 集英社ヤングジャンプ公式  アイアンファミリア（2024年、テツヲ[104]）

### ラジオ
※はインターネット配信。
- アニメGRIDMAN ラジオ とりあえずUNION（2018年 - 2020年、音泉※）[12]
- 広瀬裕也と宮本侑芽のとりあえずRADIO（2020年 - 2023年、音泉※）[105]
- 広瀬裕也と宮本侑芽のとりあえずユニバース（2023年、音泉）[106]

### ラジオCD
- アニメGRIDMAN ラジオ とりあえずUNION  Vol.1 - 4（2019年 - 2021年）[12]
- 広瀬裕也と宮本侑芽のとりあえずRADIO  Vol.1（2021年）

### オーディオドラマ
- SSSS.GRIDMAN ボイスドラマ（2018年、響裕太）
- 最強の鑑定士って誰のこと? 〜満腹ごはんで異世界生活〜（2019年、ヤック[107]）※小説第6巻購入特典URL
- 一華後宮料理帖（2019年、祥飛[108]）※小説購入特典QRコード（第8巻〈キャラクターボイス〉・第9巻〈オーディオドラマ〉）
- ツンデレ悪役令嬢リーゼロッテと実況の遠藤くんと解説の小林さん（2019年、遠藤碧人[83]） - クラウドファンディング1500円コース・2500円コース返礼品

### オーディオブック
- ひと（2020年、柏木聖輔[109]）
- パレード（2020年、杉本良介）

### インターネット番組
- 広瀬裕也の脱・陽キャ！（2020年 - 、ニコニコ動画）
- 広瀬裕也の○○っていいね！（2020年 - 、YouTube、きゃにめプライム）[110]
- 推す♂BL（2022年、ニコニコチャンネル、YouTube）[111]

### 朗読劇
- 音楽朗読劇「嵐が丘」（2020年）[112]
- PLATTO朗読劇「今宵、明治で酔い痴れて」（2020年）[113]
- オンライン朗読劇 マトリョーシカの微笑～禁断の果実編～（2020年）[114]
- 声優朗読劇フォアレーゼン~我は暁の雲~（2022年）[115]
- 朗読劇「胡蝶ノ、ユメ」（2023年）[116]
- 朗読劇「絶滅ホスト」（2023年）[117]
- 声優朗読劇フォアレーゼン~対決~バッハとフリードリヒ大王のオリジナル物語（2023年 - 2024年）[118]
- 声優朗読劇フォアレーゼン~外伝・徳川家康~（2024年）[118]
- 朗読劇「超訳文学 芥川龍之介」（2024年）[119]
- 朗読劇「若きウェルテルの悩み」（2024年）[120]
- 音楽朗読劇「仮面の男」〜アレクサンドル・デュマ・ペール「ダルタルニャン物語」より〜（2025年）[121][122]

### 玩具
- ウルトラマンアーク アークアライザー MEMORIAL EDITION（2025年8月）

### その他コンテンツ
- 魔都精兵のスレイブ コミックス第10巻発売記念PV（2022年、和倉優希[123]）
- 猫が如く PV（2023年、柳[124]）
- ボイレピ♪ 朝ごはん #41 広瀬裕也さんの声で作る「ワンタン入り豆乳担々スープ」（2023年）[125]

## ディスコグラフィ

### キャラクターソング
| 発売日   | タイトル                                                                                 | 歌 | 楽曲 | 備考                                                                          |
| 2016年   | 2016年                                                                                   | 2016年 | 2016年 | 2016年                                                                        |
| -------- | ---------------------------------------------------------------------------------------- | --- | --- | ----------------------------------------------------------------------------- |
| 10月5日  | はんだくん キャラクターソングミニアルバム                                                | 相沢順一（広瀬裕也） | 「CRAZYMAKER」 | テレビアニメ『はんだくん』関連曲                                              |
| 2017年   |                                                                                          | | |                                                                               |
| 1月27日  | チア男子!! 第5巻特装限定版特典 SPECIAL CD                                                | 金田保（勝杏里）、染谷夏生（木村隼人）、乗田大地（広瀬裕也） | 「PRICELESS DAYS」 | テレビアニメ『チア男子!!』関連曲                                              |
| 8月30日  | Poisonous Gangster                                                                       | ŹOOĻ | 「Poisonous Gangster」 「LOOK AT…」                                                                                   | ゲーム『アイドリッシュセブン』関連曲                                          |
| 2018年   |                                                                                          | | |                                                                               |
| 3月4日   | 1st Single starlit blue topia                                                            | starlit blue topia［Arata（広瀬裕也）］ | 「starlit blue topia」                                                                                                | 『starlit blue topia』関連曲                                                  |
| 6月30日  | さよならエチュード                                                                       | starlit blue topia［Arata（広瀬裕也）］ | 「さよならエチュード」                                                                                                | 『starlit blue topia』関連曲                                                  |
| 10月8日  | THE SEEKER                                                                               | starlit blue topia［Arata（広瀬裕也）］ | 「THE SEEKER」 | 『starlit blue topia』関連曲                                                  |
| 12月12日 | SSSS.GRIDMAN CHARACTER SONG.1                                                            | 響裕太（広瀬裕也） | 「ONLY I CAN」 | テレビアニメ『SSSS.GRIDMAN』関連曲                                            |
| 2019年   |                                                                                          | | |                                                                               |
| 11月20日 | UP-DATE × PLEASE!!! 全巻購入特典CD                                                       | 早乙女一千花（内山夕実）、早乙女二葉（原由実）、早乙女三沙（清水彩香）、早乙女四乃（逢田梨香子）、早乙女五夜（加隈亜衣）、早乙女六海（日高里菜）、早乙女七樹（本渡楓）、早乙女八雲（河瀬茉希）、早乙女九瑠璃（小岩井ことり）、亜久津拓真（広瀬裕也） | 「UP-DATE × PLEASE!!!!!!!!! Ver. X」                                                                                  | テレビアニメ『戦×恋』関連曲                                                   |
| 2020年   |                                                                                          | | |                                                                               |
| 1月15日  | Bang!Bang!Bang!                                                                          | ŹOOĻ | 「Bang!Bang!Bang!」 「ZONE OF OVERLAP」                                                                               | ゲーム『アイドリッシュセブン』関連曲                                          |
| 7月22日  | From a Spicy Peak                                                                        | EROSION | 「(INTRO) Vigilante」 「From a Spicy Peak」 「Underdogs」                                                             | 『CARNELIAN BLOOD』関連曲                                                     |
| 7月29日  | アニマルセラトピア うたとドラマCDシリーズ Vol.1                                          | ゆず（住谷哲栄）、スイートオリーブ（土岐隼一）、ジンジャー（羽多野渉）、ヒノキ（伊東健人）、 ネロリ（鈴木裕斗）、ミルラ（小松昌平）、ロータス（広瀬裕也）                                                                                            | 「Welcome to Wonder night!」                                                                                          | 『アニマルセラトピア』テーマソング                                            |
| 9月23日  | Aspiration                                                                               | EROSION | 「(INTRO) Lighthouse」 「Aspiration」 「The Oath」                                                                    | 『CARNELIAN BLOOD』関連曲                                                     |
| 11月25日 | RAD HEAD                                                                                 | EROSION | 「RAD HEAD」 「Get Out!!!!!」 「(Outro) Sham'ing」                                                                    | 『CARNELIAN BLOOD』関連曲                                                     |
| 11月25日 | アニマルセラトピア うたとドラマCDシリーズ Vol.3                                          | ロータス（広瀬裕也） | 「アナザーワールド」                                                                                                  | 『アニマルセラトピア』関連曲                                                  |
| 11月25日 | einsatZ                                                                                  | ŹOOĻ | 「4-ROAR」 「LOOK AT... -Album Edition-」 「ササゲロ -You Are Mine-」 「Ache」 「Poisonous Gangster -Album Edition-」 | ゲーム『アイドリッシュセブン』関連曲                                          |
| 11月25日 | einsatZ                                                                                  | 亥清悠（広瀬裕也）、棗巳波（西山宏太朗） | 「Unbalance Shadow」                                                                                                  | ゲーム『アイドリッシュセブン』関連曲                                          |
| 12月6日  | Wonderful Octave 亥清悠                                                                  | 亥清悠（広瀬裕也） | 「Labyrinth」 「Wonderful Octave」                                                                                    | ゲーム『アイドリッシュセブン』関連曲                                          |
| 2021年   |                                                                                          | | |                                                                               |
| 3月31日  | アニマルセラトピア うたとドラマCDシリーズ Vol.5                                          | ゆず（住谷哲栄）、スイートオリーブ（土岐隼一）、ミルラ（小松昌平）、ロータス（広瀬裕也） | 「Happy Night Show!」                                                                                                 | 『アニマルセラトピア』関連曲                                                  |
| 6月30日  | What is mine                                                                             | EROSION | 「What is mine」 | 『CARNELIAN BLOOD』関連曲                                                     |
| 6月30日  | What is mine 5-Vocal-Band Ecstasy Ver.                                                   | EROSION | 「The Sun Also Rises」                                                                                                | 『CARNELIAN BLOOD』関連曲                                                     |
| 6月30日  | What is mine 5-Vocal-Actors Crazy Ver.                                                   | EROSION | 「CRIER!! CRIER!!」                                                                                                   | 『CARNELIAN BLOOD』関連曲                                                     |
| 9月29日  | ファビュラスナイト Host-Song Reservation -Khaki- ヒメル                                  | 神水鶴久遠（広瀬裕也）、RYO-YA（中島ヨシキ）、INORIN（天﨑滉平） | 「PARADISE's DOOR feat. CLUB HIMMEL」 「シャンパンコール 〜ヒメル篇〜」                                               | 『ファビュラスナイト』関連曲                                                  |
| 9月29日  | ファビュラスナイト Host-Song Reservation -Khaki- ヒメル                                  | 神水鶴久遠（広瀬裕也） | 「Parade To Paradise」                                                                                                | 『ファビュラスナイト』関連曲                                                  |
| 10月27日 | 1st Single 「Love Holic」                                                                | Golden Record 風乃リツ(梶原岳人) 朝波ナナセ(広瀬裕也) 太刀川ダイキ(矢野奨吾) | 「Love Holic」 「何色」                                                                                               | 『ピタゴラスプロダクション』関連曲                                            |
| 12月22日 | EROSION with YOU from CARNELIAN BLOOD Vol.1 CREHA                                        | EROSION | 「FIREMIND」 | 『CARNELIAN BLOOD』関連曲                                                     |
| 2022年   |                                                                                          | | |                                                                               |
| 1月26日  | EROSION with YOU from CARNELIAN BLOOD Vol.2 BYAKUYA                                      | EROSION | 「Devil's Dinner」 | 『CARNELIAN BLOOD』関連曲                                                     |
| 1月26日  | EROSION with YOU from CARNELIAN BLOOD Vol.2 BYAKUYA                                      | ビャクヤ (広瀬裕也) | 「Looping」 | 『CARNELIAN BLOOD』関連曲                                                     |
| 2月23日  | EROSION with YOU from CARNELIAN BLOOD Vol.3 NEIGHT                                       | EROSION | 「NEVER LET "U" GO」                                                                                                  | 『CARNELIAN BLOOD』関連曲                                                     |
| 3月24日  | EROSION with YOU from CARNELIAN BLOOD Vol.4 YORU                                         | EROSION | 「OneThing」 | 『CARNELIAN BLOOD』関連曲                                                     |
| 4月6日   | ファビュラスナイト Legacy of Host-Song "Femme fatale"                                    | ギルガメッシュ(大塚剛央)、千極兆司(立花慎之介)、緋野天魔(小野賢章)、神水鶴久遠(広瀬裕也)、皇麗夢(豊永利行) | 「ファムファタール」                                                                                                  | 『ファビュラスナイト』関連曲                                                  |
| 4月6日   | ファビュラスナイト Legacy of Host-Song "Femme fatale"                                    | 神水鶴久遠（広瀬裕也） | 「PARADISE's DOOR feat. 神水鶴久遠」                                                                                  | 『ファビュラスナイト』関連曲                                                  |
| 4月27日  | EROSION with YOU from CARNELIAN BLOOD Vol.5 TOXIN                                        | EROSION | 「Dancing on the edge」                                                                                               | 『CARNELIAN BLOOD』関連曲                                                     |
| 6月1日   | Survivor                                                                                 | ŹOOĻ | 「Survivor」 「No Sacrifice」                                                                                         | ゲーム『アイドリッシュセブン』関連曲                                          |
| 8月17日  | アイドリッシュセブン 7th Anniversary Song"CROSSOVER ROTATION"                            | ŹOOĻ | 「CROSSOVER ROTATION」 「CROSSOVER ROTATION -Focus on ŹOOĻ- (short ver.)」                                            | ゲーム『アイドリッシュセブン』関連曲                                          |
| 8月19日  | 希望の灯                                                                                 | 篭手切江(広瀬裕也)/豊前江(八代 拓)/桑名江(伊東健人)/松井江(土岐隼一) | 「希望の灯」 | 『刀剣乱舞-花丸-』関連曲                                                      |
| 8月31日  | NEVER LOSE, MY RULE                                                                      | ŹOOĻ | 「NEVER LOSE, MY RULE」                                                                                               | ゲーム『アイドリッシュセブン』関連曲                                          |
| 9月26日  | 東京カラーソニック!! Growing                                                             | 小宮山嵐(千葉翔也)、宝田伊織(斉藤壮馬)、瀬文永久(梶原岳人)、倉橋海吏(武内駿輔)、宮苑巴 (広瀬裕也) | 「Grow up!!」 | 『東京カラーソニック!!』関連曲                                                |
| 11月9 日 | IMPERIAL CHAIN                                                                           | ŹOOĻ | 「IMPERIAL CHAIN」 「Murky Oath」                                                                                     | テレビアニメ『アイドリッシュセブン Third BEAT!(第2クール)』エンディング主題歌 |
| 11月28日 | モラトリアム                                                                             | 宮苑巴 (広瀬裕也) | 「モラトリアム」 | 『東京カラーソニック!!』関連曲                                                |
| 12月14日 | Źenit – EP                                                                               | ŹOOĻ | 「BLACK TIGER」 「Insomnia」 「SUNRIZE」 「RIDING」                                                                   | ゲーム『アイドリッシュセブン』関連曲                                          |
| 2023年   |                                                                                          | | |                                                                               |
| 1月27日  | 東京カラーソニック!! Growing ENDING                                                      | 小宮山嵐（千葉翔也）、宝田伊織（斉藤壮馬）、瀬文永久（梶原岳人）、倉橋海吏（武内駿輔）、宮苑巴（広瀬裕也） | 「If」 | 『東京カラーソニック!!』関連曲                                                |
| 2月15日  | ファビュラスナイト Host-Song PRIDE -Another Eden- ヒメル                                 | 神水鶴久遠（広瀬裕也） | 「Cold Garden」 | 『ファビュラスナイト』関連曲                                                  |
| 2月15日  | ファビュラスナイト Host-Song PRIDE -Another Eden- ヒメル                                 | 神水鶴久遠（広瀬裕也）、RYO-YA（中島ヨシキ）、INORIN（天﨑滉平） | 「男本☆シャンパンコール ～楽園の秘めゴト篇～」                                                                        | 『ファビュラスナイト』関連曲                                                  |
| 2月22日  | NEW MIXTURE                                                                              | EROSION | 「NEW MIXTURE」 | 『CARNELIAN BLOOD』関連曲                                                     |
| 2月22日  | NEW MIXTURE 5-Vocal-Band Ecstasy Ver.                                                    | EROSION | 「終極」 | 『CARNELIAN BLOOD』関連曲                                                     |
| 2月22日  | NEW MIXTURE 5-Vocal-Actors Crazy Ver.                                                    | EROSION | 「ハローアンセム」 | 『CARNELIAN BLOOD』関連曲                                                     |
| 2月28日  | ジャックジャンヌ ミニアルバム『shuffle』                                                 | 鳳 京士（室 元気）、一ノ前衣音（広瀬裕也） | 「懺悔室で激しく懺悔 shuffle ver. type B」                                                                            | 『ジャックジャンヌ』関連曲                                                    |
| 3月8日   | アイドリッシュセブン Collection Album “BLACK or WHITE 2022″                              | ŹOOĻ | 「Utopia」 | ゲーム『アイドリッシュセブン』関連曲                                          |
| 3月24日  | TOKYO COLOR SONIC!! Moments song series Vol.3 一等星                                     | 宮苑巴 (広瀬裕也) | 「一等星」 | 『東京カラーソニック!!』関連曲                                                |
| 5月24日  | 劇場版アイドリッシュセブン LIVE 4bit Compilation Album "BEYOND THE PERiOD"               | ŹOOĻ | 「STRONGER & STRONGER」                                                                                               | 劇場版『アイドリッシュセブン LIVE 4bit BEYOND THE PERiOD』関連曲              |
| 5月24日  | 劇場版アイドリッシュセブン LIVE 4bit Compilation Album "BEYOND THE PERiOD"               | IDOLiSH7、TRIGGER、Re:vale、ŹOOĻ | 「Pieces of The World」 「Welcome, Future World!!!」                                                                  | 劇場版『アイドリッシュセブン LIVE 4bit BEYOND THE PERiOD』関連曲              |
| 8月25日  | 東京カラーソニック!! Trust BIRTH                                                         | 小宮山嵐（千葉翔也）、宝田伊織（斉藤壮馬）、瀬文永久（梶原岳人）、倉橋海吏（武内駿輔）、宮苑巴（広瀬裕也） | 「TRUE CROWN」 | 『東京カラーソニック!!』関連曲                                                |
| 8月31日  | 輪舞                                                                                     | ŹOOĻ | 「輪舞」 | ゲーム『アイドリッシュセブン』関連曲                                          |
| 10月27日 | 東京カラーソニック!! Trust Ep.02 STRANGE LAD                                             | 宮苑巴 (広瀬裕也) | 「陽炎」 | 『東京カラーソニック!!』関連曲                                                |
| 12月6日  | Źquare                                                                                   | ŹOOĻ | 「DOMINO」 「Murky Oath -Album Edition-」 「IMPERIAL CHAIN -Album Edition-」 「CONQUEROR」                            | ゲーム『アイドリッシュセブン』関連曲                                          |
| 2024年   |                                                                                          | | |                                                                               |
| 1月5日   | FIRE                                                                                     | ŹOOĻ | 「FIRE」 | ゲーム『アイドリッシュセブン』関連曲                                          |
| 2月14日  | アニマルセラトピア「Wanna be the one！」                                                 | ゆず（住谷哲栄）、スイートオリーブ（土岐隼一）、ジンジャー（羽多野渉）、ヒノキ（伊東健人）、 ネロリ（鈴木裕斗）、ミルラ（小松昌平）、ロータス（広瀬裕也）                                                                                            | 「Wanna be the one！」 「Wanna be the one！ ～ロータス ソロver.～」                                                   | 『アニマルセラトピア』関連曲                                                  |
| 2月23日  | 東京カラーソニック!! Trust                                                               | 小宮山嵐（千葉翔也）、宝田伊織（斉藤壮馬）、瀬文永久（梶原岳人）、倉橋海吏（武内駿輔）、宮苑巴（広瀬裕也） | 「Answer」 | 『東京カラーソニック!!』関連曲                                                |
| 4月27日  | ネバーグリーン                                                                           | 四葉環（KENN）、六弥ナギ（江口拓也）、九条天（斉藤壮馬）、亥清悠（広瀬裕也） | 「ネバーグリーン」 | ゲーム『アイドリッシュセブン』関連曲                                          |
| 8月28日  | レモンスカッシュスコア Vol.4「Aiming High／Call My Name」                                | Eclius | 「Aiming High」 「Call My Name」                                                                                      | 『レモンスカッシュスコア』関連曲                                              |
| 8月31日  | What You Want                                                                            | ŹOOĻ | 「What You Want」 | ゲーム『アイドリッシュセブン』関連曲                                          |
| 9月2日   | 「ブレイクマイケース パーソナルソング・コンピレーション Vol.3」                          | 相沢篠信（広瀬裕也） | 「眩影」 | ゲーム『ブレイクマイケース』関連曲                                            |
| 9月27日  | 東京カラーソニック!! the BUDDY CASE by STRANGE LAD                                       | 宮苑巴（広瀬裕也） | 「Grow up!! -Vocal solo/巴-」 「TRUE CROWN -Vocal solo/巴-」                                                          | 『東京カラーソニック!!』関連曲                                                |
| 11月29日 | Heart to Heart                                                                           | 狗丸トウマ（木村昴）、亥清悠（広瀬裕也） | 「Heart to Heart」 | ゲーム『アイドリッシュセブン』関連曲                                          |
| 12月6日  | 蒼く                                                                                     | 亥清悠（広瀬裕也）、御堂虎於（近藤隆） | 「蒼く」 | ゲーム『アイドリッシュセブン』関連曲                                          |
| 12月11日 | 青春ロック!! シリーズ1stシーズン ドラマCD【KACHIWARI MONSTER】Vol.1「KACHIWARI MONSTER」 | KACHIWARI MONSTER | 「浪漫飛行」 「KACHIWARI MONSTER」                                                                                    | 『ハレオト』関連曲                                                            |
| 12月11日 | 青春ロック!! シリーズ1stシーズン ドラマCD【KACHIWARI MONSTER】Vol.1「KACHIWARI MONSTER」 | 夏代瑛太（広瀬裕也） | 「月光」 | 『ハレオト』関連曲                                                            |
| 2025年   |                                                                                          | | |                                                                               |
| 3月12日  | 青春ロック!! シリーズ1stシーズン ドラマCD【KACHIWARI MONSTER】 Vol.2 君に恋する春が来た  | KACHIWARI MONSTER | 「小さな恋のうた」 「サクラ未来」                                                                                     | 『ハレオト』関連曲                                                            |